# Doddamuduwadi, Kanakapura
Doddamuduwadi là một làng thuộc tehsil Kanakapura, huyện Ramanagara, bang Karnataka, Ấn Độ.